# علم نفسك الصحة
علم نفسك الصحة (بالإنجليزية: Teach Yourself Heath) هو اسم قرص مرن أحادي الجانب بسرعة 33 دورة في الدقيقة لمونتي بايثون  والذي مُنح مجانًا مع مجلة زيك زاك إصدار 27 في ديسمبر/كانون الأول 1972، وأُدرج أيضًا داخل النسخ الأولية لألبومهم الثالث «سجل مونتي بايثون السابق».
وُصف بأنه دورة لغة مدرسية منزلية، رقم 14 - مقدمة لا تقدر بثمن للمبتدئين في نظرية وممارسة الصحة، قدّم مايكل بالين المسار وبعد ذلك يُسمع إيريك أيدل وهو يعلم المستمع كيفية تقليد أنماط الخطاب لإدوارد هيث رئيس الوزراء البريطاني آنذاك. استخدمت مقتطفات حقيقية من صوت هيث للتوضيح.
كما أوضحت بالين لمجلة تايم آوت: أمضينا أنا وإيريك يومًا نستمع إلى خطابات هيث؛ في مرحلة معينة غلبني النُعاس. . . أشعر أن السجل لم ينصف ملل وتفاهة تلك الخطابات السياسية الحزبية. إذا كان الأمر مضحكًا، أشكر السيد هيث على ذلك. كل شيء عائد له. . ." 
صُدرَ المسار على قرص مضغوط في عام 2006، على أنّه جزء من المسارات الإضافية في الإصدار
الخاص من سجل مونتي بايثون السابق.

## عناوين سجل وهمية
يسرد الغلاف الخلفي للأغنية الإدخالات التالية في سلسلة دورات اللغة المدرسية المنزلية:
- 015 علم نفسك الحلاقة
- 016 علم نفسك ويلسون
- 017 علم نفسك مودلينغ * (* محذوف)
- 018 علم نفسك نابارو * (* مونو)
- 019 علم نفسك ثاتشر
- 020 المزيد من ثاتشر
- 021 ثاتشر متقدم للطلاب* (* غير متوفر في ويلز)
- 022 علم نفسك أغرو
- 023 علم نفسك شاتاواي

## روابط خارجية
- Monty Python - Teach Yourself Heath على يوتيوب